# São Sebastião do Umbuzeiro
São Sebastião do Umbuzeiro là một đô thị thuộc bang Paraíba, Brasil. Đô thị này có diện tích 460,569 km², dân số năm 2007 là 3000 người, mật độ 6,5 người/km².